# La Mesa de los Hongos
La Mesa de los Hongos är en ort i Mexiko.   Den ligger i kommunen Guadalupe y Calvo och delstaten Chihuahua, i den nordvästra delen av landet, 1 100 km nordväst om huvudstaden Mexico City. La Mesa de los Hongos ligger 2 375 meter över havet och antalet invånare är 139.
Terrängen runt La Mesa de los Hongos är kuperad åt nordost, men åt sydväst är den bergig. La Mesa de los Hongos ligger uppe på en höjd. Runt La Mesa de los Hongos är det mycket glesbefolkat, med 6 invånare per kvadratkilometer. Närmaste större samhälle är Juntas de Arriba, 7,2 km öster om La Mesa de los Hongos. I omgivningarna runt La Mesa de los Hongos växer huvudsakligen savannskog.